# Vika Jigulina
Victoria Corneva, más conocida como Vika Jigulina (Cahul, RSS de Moldavia, Unión Soviética (actual Moldavia) 18 de febrero de 1986) es una cantante, DJ, compositora y productora musical moldava-rumana de música electrónica.

## Biografía
Vika Jigulina nació en Cahul, Moldavia; pero se mudó a Timisoara, Rumanía. Estudió en la Escuela de Música de Rajmáninov, y tras su graduación trabajó en varios clubes nocturnos de Timisoara y parcialmente también en Bucarest. Consiguió un programa semanal de radio en la emisora rumana Radio Deea y más tarde en VIBE FM, lo que le otorgó fama a nivel nacional.
Jigulina ha compuesto sencillos con artistas como ATB, Steve Angello o Sebastian Ingrosso, entre otros artistas rumanos. Puso la voz en el éxito internacional de música de baile "Stereo Love" del productor y músico rumano Edward Maya.

## Discografía

### Sencillos
- 2009: "Stereo Love"
- 2010: "This Is My Life"
- 2011: "Desert Rain"
- 2012: "Mono In Love"
- 2012: "Memories"
- 2020:  "Be Free"